# Rouyn-Noranda Huskies
Huskies de Rouyn-Noranda – juniorska drużyna hokejowa grająca w LHJMQ w konferencji zachodniej. Drużyna ma swoją siedzibę w Rouyn-Noranda w Kanadzie.
- Rok założenia: 1996–1997
- Barwy: czerwono-czarno-białe
- Trener: André Tourigny
- Manager: André Tourigny
- Hala: Arena Dave Keon

## Osiągnięcia
- Trophée Jean Rougeau: 2008, 2016
- Trophée Luc Robitaille: 2016
- Coupe du Président: 2016
- Memorial Cup: 2019